# Kumlaby församling
Kumlaby församling var en församling på Visingsö i Växjö stift i nuvarande Jönköpings kommun. Församlingen uppgick i mitten av 1500-talet i Visingsö församling.
Församlingskyrka var Kumlaby kyrka.

## Administrativ historik
Församlingen har medeltida ursprung och uppgick i mitten av 1500-talet i Visingsö församling. församlingen utgjorde ett eget pastorat till 1300-talet, därefter i pastorat med Visingsö församling.